# Саї (Полтавська область)
Саї — село, Степанівська сільська рада, Великобагачанський район, Полтавська область, Україна.
Приєднано до села Стефанівщина 1986 року.

## Географія
Село Саї розташоване за 0,5 км від села Стефанівщина. Поруч проходить автомобільна дорога М03.

## Історія
- 1986 — приєднано до села Стефанівщина[1].